# Pystira versicolor
Pystira versicolor är en spindelart som beskrevs av Sarah Creecie Dyal 1935. Pystira versicolor ingår i släktet Pystira och familjen hoppspindlar. Inga underarter finns listade i Catalogue of Life.